# Pattinaggio di figura ai I Giochi olimpici invernali - Pattinaggio di figura femminile
La competizione del pattinaggio di figura femminile dei I Giochi olimpici invernali si è svolta i giorni 28 e 29 gennaio 1924 a Chamonix.

## Risultati

### Figure Obbligatorie
Si sono svolte il giorno 28 gennaio 1924
| Pos. | Concorrente      | Nazione       | Giudici   | Giudici   | Giudici   | Giudici   | Giudici   | Giudici   | Giudici   | Giudici   | Giudici   | Giudici   | Giudici   | Giudici   | Giudici   | Giudici   | TPO  |
| Pos. | Concorrente      | Nazione       | Giudice 1 | Giudice 1 | Giudice 2 | Giudice 2 | Giudice 3 | Giudice 3 | Giudice 4 | Giudice 4 | Giudice 5 | Giudice 5 | Giudice 6 | Giudice 6 | Giudice 7 | Giudice 7 | TPO  |
| Pos. | Concorrente      | Nazione       | PO        | Punti     | PO        | Punti     | PO        | Punti     | PO        | Punti     | PO        | Punti     | PO        | Punti     | PO        | Punti     | TPO  |
| ---- | ---------------- | ------------- | --------- | --------- | --------- | --------- | --------- | --------- | --------- | --------- | --------- | --------- | --------- | --------- | --------- | --------- | ---- |
| 1    | Herma Szabo      | Austria       | 1,0       | 190,00    | 1,0       | 203,50    | 2,0       | 175,00    | 1,0       | 186,25    | 1,0       | 170,50    | 1,0       | 164,25    | 1,0       | 170,75    | 8,0  |
| 2    | Beatrix Loughran | Stati Uniti   | 2,0       | 181,25    | 2,0       | 199,50    | 1,0       | 181,50    | 2,0       | 176,75    | 2,0       | 154,50    | 2,0       | 162,75    | 2,0       | 167,75    | 13,0 |
| 3    | Ethel Muckelt    | Gran Bretagna | 3,0       | 167,25    | 3,0       | 184,75    | 3,0       | 149,25    | 4,0       | 162,00    | 3,5       | 120,00    | 3,0       | 144,00    | 4,0       | 136,25    | 23,5 |
| 4    | Theresa Weld     | Stati Uniti   | 4,0       | 155,50    | 4,0       | 177,50    | 4,0       | 135,00    | 3,0       | 163,00    | 3,5       | 120,00    | 4,0       | 139,50    | 3,0       | 139,25    | 25,5 |
| 5    | Cecil Smith      | Canada        | 5,0       | 145,50    | 6,0       | 164,75    | 5,0       | 129,25    | 5,0       | 151,75    | 5,0       | 109,00    | 6,0       | 120,25    | 6,0       | 113,75    | 38,0 |
| 6    | Kathleen Shaw    | Gran Bretagna | 6,0       | 145,50    | 5,0       | 172,25    | 6,0       | 122,75    | 6,0       | 151,25    | 6,0       | 106,75    | 5,0       | 134,25    | 7,0       | 111,25    | 41,0 |
| 7    | Andrée Brunet    | Francia       | 8,0       | 131,75    | 8,0       | 160,00    | 7,0       | 80,75     | 7,0       | 149,25    | 7,0       | 98,50     | 7,0       | 109,50    | 5,0       | 134,75    | 49,0 |
| 8    | Sonja Henie      | Norvegia      | 7,0       | 132,75    | 7,0       | 162,00    | 8,0       | 68,25     | 8,0       | 141,75    | 8,0       | 96,00     | 8,0       | 99,50     | 8,0       | 96,50     | 54,0 |

### Figure Libere
Si sono svolte il giorno 29 gennaio 1924
| Pos. | Concorrente      | Nazione       | Giudici   | Giudici   | Giudici   | Giudici   | Giudici   | Giudici   | Giudici   | Giudici   | Giudici   | Giudici   | Giudici   | Giudici   | Giudici   | Giudici   | TPO  |
| Pos. | Concorrente      | Nazione       | Giudice 1 | Giudice 1 | Giudice 2 | Giudice 2 | Giudice 3 | Giudice 3 | Giudice 4 | Giudice 4 | Giudice 5 | Giudice 5 | Giudice 6 | Giudice 6 | Giudice 7 | Giudice 7 | TPO  |
| Pos. | Concorrente      | Nazione       | PO        | Punti     | PO        | Punti     | PO        | Punti     | PO        | Punti     | PO        | Punti     | PO        | Punti     | PO        | Punti     | TPO  |
| ---- | ---------------- | ------------- | --------- | --------- | --------- | --------- | --------- | --------- | --------- | --------- | --------- | --------- | --------- | --------- | --------- | --------- | ---- |
| 1    | Herma Szabo      | Austria       | 1,0       | 123,00    | 1,5       | 126,00    | 1,0       | 114,00    | 1,0       | 114,00    | 1,5       | 114,00    | 1,0       | 123,00    | 1,0       | 120,00    | 8,0  |
| 2    | Andrée Brunet    | Francia       | 3,5       | 105,00    | 6,0       | 111,00    | 2,0       | 102,00    | 3,0       | 108,00    | 1,5       | 114,00    | 2,0       | 114,00    | 2,5       | 105,00    | 20,5 |
| 3    | Beatrix Loughran | Stati Uniti   | 3,5       | 105,00    | 3,0       | 120,00    | 4,0       | 99,00     | 3,0       | 108,00    | 4,5       | 90,00     | 3,0       | 111,00    | 4,0       | 102,00    | 25,0 |
| 4    | Theresa Weld     | Stati Uniti   | 2,0       | 108,00    | 4,0       | 117,00    | 4,0       | 99,00     | 5,5       | 102,00    | 6,0       | 87,00     | 7,0       | 99,00     | 2,5       | 105,00    | 31,0 |
| 5    | Cecil Smith      | Canada        | 5,0       | 102,00    | 7,0       | 105,00    | 4,0       | 99,00     | 7,5       | 96,00     | 3,0       | 96,00     | 4,5       | 108,00    | 7,0       | 75,00     | 38,0 |
| 6    | Sonja Henie      | Norvegia      | 7,0       | 78,00     | 1,5       | 126,00    | 8,0       | 42,00     | 3,0       | 108,00    | 7,0       | 84,00     | 8,0       | 96,00     | 5,0       | 96,00     | 39,5 |
| 7    | Ethel Muckelt    | Gran Bretagna | 6,0       | 96,00     | 5,0       | 111,00    | 6,0       | 96,00     | 7,5       | 96,00     | 4,5       | 90,00     | 6,0       | 105,00    | 6,0       | 93,00     | 41,0 |
| 8    | Kathleen Shaw    | Gran Bretagna | 8,0       | 75,00     | 8,0       | 96,00     | 7,0       | 72,00     | 5,5       | 102,00    | 8,0       | 81,00     | 4,5       | 108,00    | 8,0       | 69,00     | 49,0 |

### Classifica finale
| Pos.    | Concorrente      | Nazione       | Giudici   | Giudici   | Giudici   | Giudici   | Giudici   | Giudici   | Giudici   | Giudici   | Giudici   | Giudici   | Giudici   | Giudici   | Giudici   | Giudici   | TPO | MTP    |
| Pos.    | Concorrente      | Nazione       | Giudice 1 | Giudice 1 | Giudice 2 | Giudice 2 | Giudice 3 | Giudice 3 | Giudice 4 | Giudice 4 | Giudice 5 | Giudice 5 | Giudice 6 | Giudice 6 | Giudice 7 | Giudice 7 | TPO | MTP    |
| Pos.    | Concorrente      | Nazione       | PO        | Punti     | PO        | Punti     | PO        | Punti     | PO        | Punti     | PO        | Punti     | PO        | Punti     | PO        | Punti     | TPO | MTP    |
| ------- | ---------------- | ------------- | --------- | --------- | --------- | --------- | --------- | --------- | --------- | --------- | --------- | --------- | --------- | --------- | --------- | --------- | --- | ------ |
| Oro     | Herma Szabo      | Austria       | 1         | 313,00    | 1         | 329,50    | 1         | 289,00    | 1         | 300,25    | 1         | 284,50    | 1         | 287,25    | 1         | 290,75    | 7   | 299,18 |
| Argento | Beatrix Loughran | Stati Uniti   | 2         | 286,25    | 2         | 319,50    | 2         | 280,50    | 2         | 284,75    | 2         | 244,50    | 2         | 273,75    | 2         | 269,75    | 14  | 279,86 |
| Bronzo  | Ethel Muckelt    | Gran Bretagna | 4         | 263,25    | 3         | 295,75    | 3         | 245,25    | 4         | 258,00    | 4         | 210,00    | 3         | 249,00    | 5         | 229,25    | 26  | 250,07 |
| 4       | Theresa Weld     | Stati Uniti   | 3         | 263,50    | 4         | 294,50    | 4         | 234,00    | 3         | 265,00    | 5         | 207,00    | 5         | 238,50    | 3         | 244,25    | 27  | 249,54 |
| 5       | Andrée Brunet    | Francia       | 6         | 236,75    | 6         | 271,00    | 7         | 182,75    | 5         | 257,25    | 3         | 212,50    | 7         | 223,50    | 4         | 239,75    | 38  | 231,93 |
| 6       | Cecil Smith      | Canada        | 5         | 247,50    | 7         | 269,75    | 5         | 228,25    | 8         | 247,75    | 6         | 205,00    | 6         | 228,25    | 7         | 188,75    | 44  | 230,75 |
| 7       | Kathleen Shaw    | Gran Bretagna | 7         | 220,50    | 8         | 268,25    | 6         | 194,75    | 6         | 253,25    | 7         | 187,75    | 4         | 242,25    | 8         | 180,25    | 46  | 221,00 |
| 8       | Sonja Henie      | Norvegia      | 8         | 210,75    | 5         | 288,00    | 8         | 110,25    | 7         | 249,75    | 8         | 180,00    | 8         | 195,50    | 6         | 192,50    | 50  | 203,82 |